# Titularbistum Podalia
Podalia ist ein Titularbistum der römisch-katholischen Kirche. Es geht zurück auf ein ehemaliges Bistum der antiken Stadt Podalia in der kleinasiatischen Landschaft Lykien im Südwesten der heutigen Türkei und gehörte der Kirchenprovinz Myra an.
| Titularbischöfe von Podalia |                               | |                   |                  |
| Nr.                         | Name                          | Amt | von               | bis              |
| 1                           | Stanisław Wojciech Okoniewski | Koadjutorbischof von Kulm (Polen)                                                                      | 14. Dezember 1924 | 4. Oktober 1926  |
| 2                           | Ramón Harrison Abello OdeM    | Prälat von Bom Jesus do Piauí (Brasilien)                                                              | 14. November 1926 | 9. August 1949   |
| 3                           | Josef Domitrovitsch SDB       | Prälat von Rio Negro (Brasilien)                                                                       | 19. Dezember 1949 | 27. Februar 1962 |
| 4                           | Antonio D'Erchia              | Prälat von Altamura-Gravina-Acquaviva delle Fonti Apostolischer Administrator von Conversano (Italien) | 17. Dezember 1962 | 29. Juni 1969    |